# Osteochilus kappenii
Osteochilus kappenii är en fiskart som först beskrevs av Bleeker, 1857.  Osteochilus kappenii ingår i släktet Osteochilus och familjen karpfiskar. Inga underarter finns listade i Catalogue of Life.